# Zbór ewangelicko-augsburski w Gnieźnie
Zbór ewangelicko-augsburski w Gnieźnie – do 1945 samodzielna parafia (od 1817 Kościoła Ewangelicko-Unijnego), a obecnie filiał Gniezno Parafii Ewangelicko-Augsburskiej w Poznaniu, w diecezji pomorsko-wielkopolskiej.

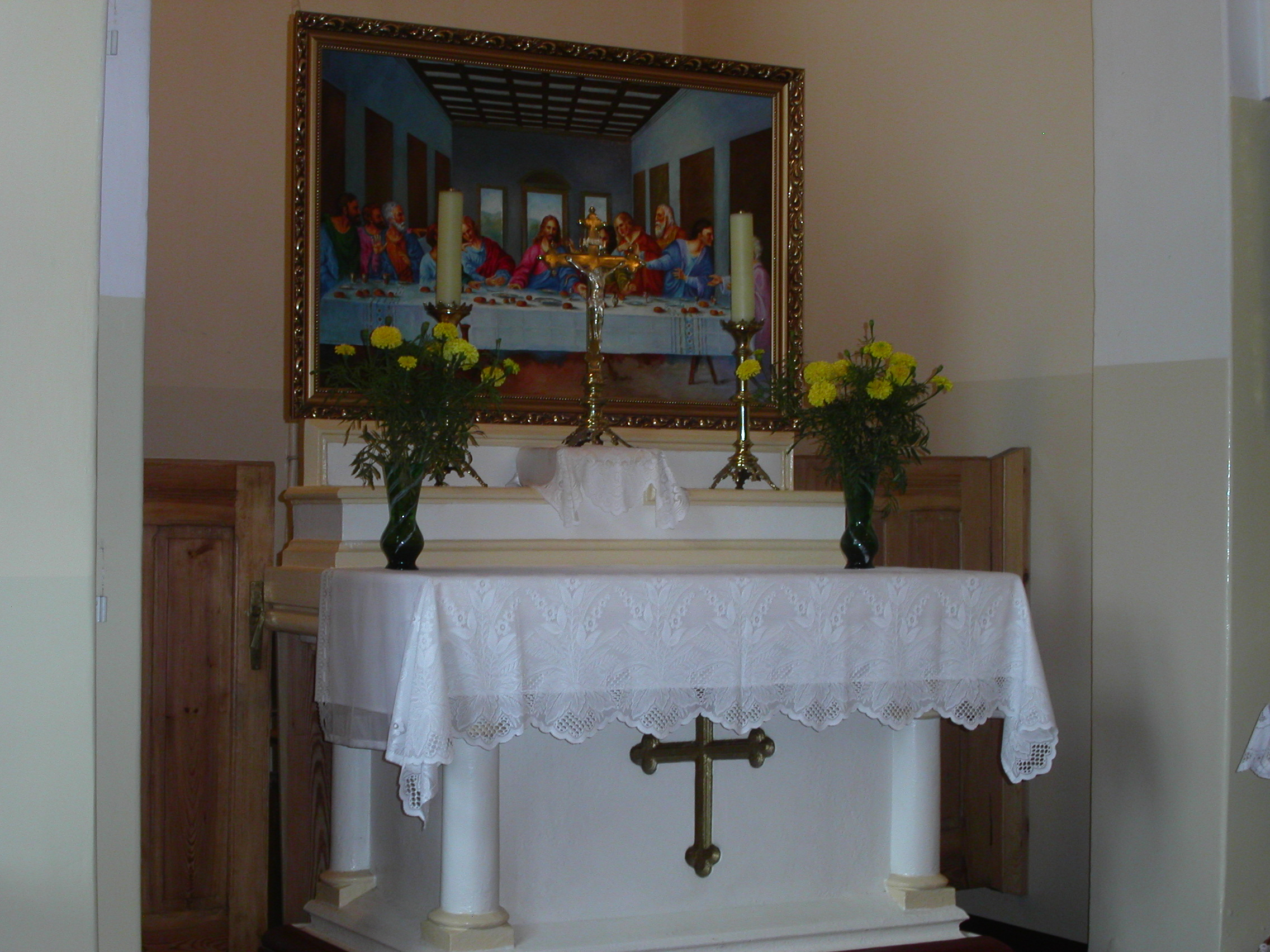
Ołtarz ewangelicki i "Ostatnia Wieczerza"

 Ewangelicy w większej liczbie pojawili się w Gnieźnie po II rozbiorze Polski (1793), jako przybysze z Prus. W 1799 rozpoczęły się regularne nabożeństwa w nieużytkowanym przez katolików kościele św. Mikołaja, odprawiane przez przyjezdnych pastorów. Pierwszy miejscowy duchowny, Friedrich Wilhelm Schramm,  został wprowadzony w urząd 5 lutego 1804 i był to początek istnienia samodzielnej parafii. 3 sierpnia 1806 poświęcono nowo wzniesiony niewielki klasycystyczny kościół, jednak już w 1820. musiał zostać rozebrany wskutek złego stanu technicznego, a nabożeństwa odprawiano w wynajętych lokalach. W 1824 wynajęto kościół św. Jana, był on jednak za mały. Po uzyskaniu państwowej dotacji, w 1838 rozpoczęto budowę nowej świątyni, poświęconej 25 września 1842 przez bpa Andreasa Wilhelma Freymarka, superintendenta generalnego z Poznania. Projektantem był inspektor budowlany Schildner, własnoręcznych poprawek dokonał Karl Friedrich Schinkel, a w latach 1896–1897 dokonano rozbudowy. W końcu XIX w. było 6000 parafian, rozproszonych w 58 miejscowościach. Myślano nawet o budowie kolejnego kościoła, jednak plany zniweczyl wybuch I wojny światowej. Z kolei w 1933 zamierzano zorganizować polski zbór ewangelicki, jednak plan się również nie powiódł.
W 1945 kościół ewangelicki stał się katolicką świątynią garnizonową, z czasem likwidacji uległy też 3 ewangelickie cmentarze. Dzięki staraniom ks. Włodzimierza Missola z Poznania w październiku 1949 zaczęto odprawiać nabożeństwa w kaplicy szpitala Dziekanka. Obecnie służy ona Parafii bł. Michała Kozala, jednak nabożeństwa ewangelickie nadal odbywają się tam w każdą pierwszą niedzielę miesiąca o godz. 15.30, gromadząc wyznawców z Gniezna i okolic. 
Z powodu zamknięcia kościoła (poważna awaria komina) nabożeństwa ewangelickie odbywają się w udostępnionym dzięki uprzejmości tutejszego proboszcza Centrum parafialnym przy ul. Elizy Orzeszkowej.